# Russian Mission
Russian Mission es una ciudad ubicada en el Área censal de Wade Hampton en el estado estadounidense de Alaska. En el Censo de 2010 tenía una población de 312 habitantes y una densidad poblacional de 20,28 personas por km².

## Geografía
Russian Mission se encuentra en las coordenadas 61°47′4″N 161°22′7″O / 61.78444, -161.36861. Según la Oficina del Censo de los Estados Unidos, Russian Mission tiene una superficie total de 15.39 km², de la cual 14.45 km² corresponden a tierra firme y (6.06%) 0.93 km² es agua.

## Demografía
Según el censo de 2010, había 312 personas residiendo en Russian Mission. La densidad de población era de 20,28 hab./km². De los 312 habitantes, Russian Mission estaba compuesto por el 3.21% blancos, el 0% eran afroamericanos, el 95.83% eran amerindios, el 0% eran asiáticos, el 0% eran isleños del Pacífico, el 0% eran de otras razas y el 0.96% pertenecían a dos o más razas. Del total de la población el 0% eran hispanos o latinos de cualquier raza.